# Family Business (Franse televisieserie)
Family Business is een Franse televisieserie, die geproduceerd werd voor Netflix. Het volledige eerste seizoen werd uitgebracht op 28 juni 2019. De komische serie gaat over een Joodse familie die in cannabis gaat handelen. Op 11 juli 2019 maakte Netflix bekend dat er een tweede seizoen zou komen. Op 14 september 2020 kwam het tweede seizoen op netflix.

## Verhaal
De slagerij van Gérard Hazan in de Parijse wijk Le Marais stevent op een faillissement af. Zoon Joseph heeft via de dochter van een minister vernomen dat binnen enkele maanden cannabis gelegaliseerd wordt in Frankrijk. Hij besluit zijn familie te overtuigen om de slagerij om te toveren tot de eerste coffeeshop van Frankrijk.

## Rolverdeling
| Acteur            | Personage                                               |
| ----------------- | ------------------------------------------------------- |
| Gérard Darmon     | Gérard Hazan, pater familias                            |
| Jonathan Cohen    | Joseph Hazan, zoon                                      |
| Julia Piaton      | Aure Hazan, dochter                                     |
| Liliane Rovère    | Ludmila, grootmoeder                                    |
| Olivier Rosemberg | Olivier, goede vriend van Joseph                        |
| Ali Marhyar       | Ali Benkikir, goede vriend van Joseph en broer van Aïda |
| Lina El Arabi     | Aïda Benkikir, vriendinnetje van Joseph                 |
| Louise Coldefy    | Clémentine Cendron, dochter van de minister             |
| Tamar Baruch      | Jaurès                                                  |
| Enrico Macias     | Zichzelf                                                |